# Lokomotivní tendr

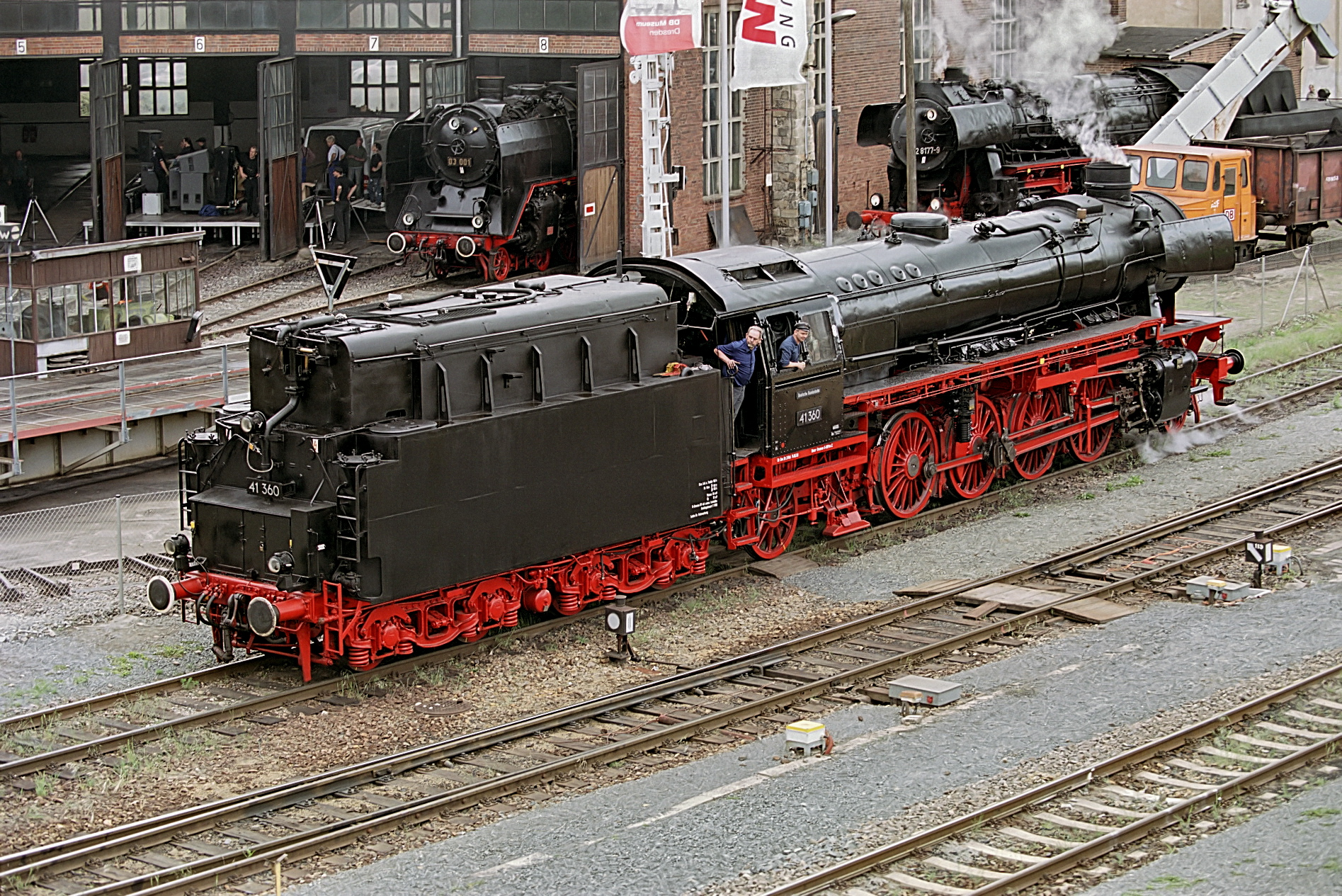
Tendr pro těžký topný olej lokomotivy 41.360 DB

Lokomotivní tendr je vůz speciální konstrukce sloužící k uskladnění zásob paliva (z pevných paliv zejména uhlí, ale i dřevo, rašelina, koks nebo antracit, z tekutých paliv zejména těžký a lehký topný olej a práškové uhlí) a vody pro parní lokomotivy. V případě, že zásobníky paliva a vody tvoří součást lokomotivy, se tato lokomotiva nazývá tendrovou. Tato terminologie se však v různých jazycích liší (nelze používat doslovné překlady). Například v angličtině znamená tender locomotive lokomotivu s tendrem. Tendrovou lokomotivu nazývají tank engine.

## Konstrukce

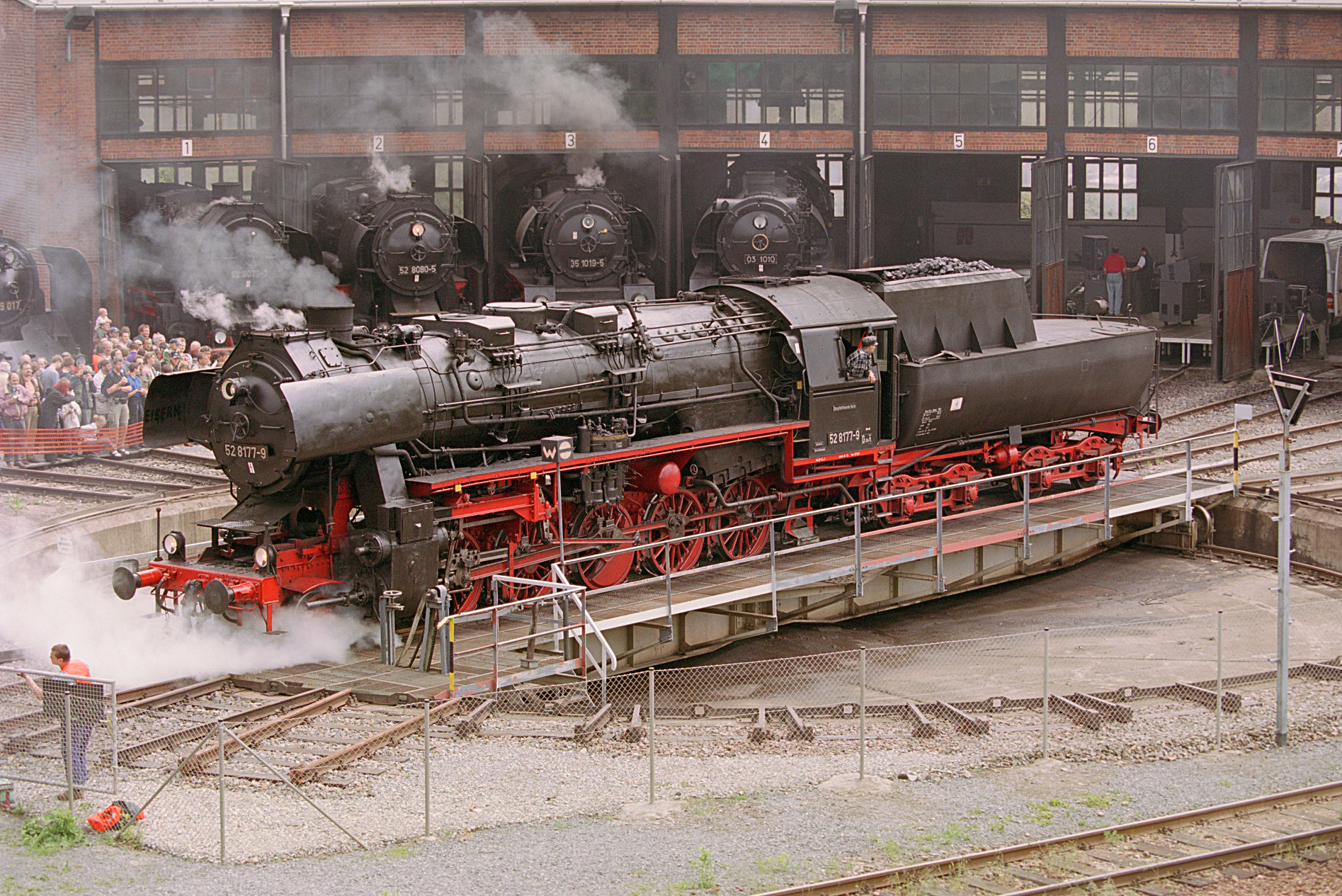
Lokomotiva 52.8177 DR s vanovým tendrem

Tendr se skládá ze dvou nebo tří hlavních částí:
- Rám s pojezdem a spřahovacím a narážecím ústrojím
- Vodojem
- Zásobník paliva (lidově zvaný uhlák)

Rámy a pojezd odpovídají velikosti tendru. Postupně byly tendry zvětšovány úměrně velikosti a výkonům lokomotiv a také vzdálenostem mezi místy s možností dozbrojení. Na drahách v českých zemích se užívaly 2–5nápravové tendry. Známé jsou i konstrukce jedno- nebo vícenápravových podpůrných tendrů (např. lokomotivy průmyslové drážky v Mladějově na Moravě nebo lokomotivy systému Engerth, mezi něž patří i lokomotiva Kladno). Extrémem jsou mnohanápravové tendry mohutných amerických lokomotiv. V některých případech byl tendr pro zvýšení tažné síly, zejména při rozjezdu, vybaven pomocným hnacím podvozkem – „boosterem“. Zvláštní kapitolu tvoří lokomotivy typu Garratt, kde kotel a budka spočívá na mostové konstrukci mezi dvěma tendry vybavenými hnacími pojezdy.
Zásobník paliva, neboli uhlák, je obvykle umístěn v horní části tendru a má dno, které se svažuje směrem ke kotli. Jde-li o pevné palivo, přisouvá se vlastní vahou směrem k topičovi. Velké tendry bývaly vybaveny mechanickými přihrnovadly, později se začaly používat automatické přikladače paliva, kterými byly vybavovány i starší stroje.
Vodojem má obvykle objem několikanásobně větší než uhlák. Spotřeba vody v parní lokomotivě je zhruba 7–8× větší než spotřeba uhlí. Předpokládalo se, že lokomotiva bude moci dobrat vodu na stanicích vybavených vodním jeřábem, proto měl obvykle vodojem jen 3–4× větší objem než uhlák. Vodojem byl umístěn pod uhlím ve zbylém objemu tendru.
Na boku tendru byly dlouhé plnicí klapky, které umožnily velmi rychle plnit vodu z vodního jeřábu, přičemž stačilo lokomotivu zastavit s přesností na 1–2 metry.

## Spojení lokomotivy s tendrem

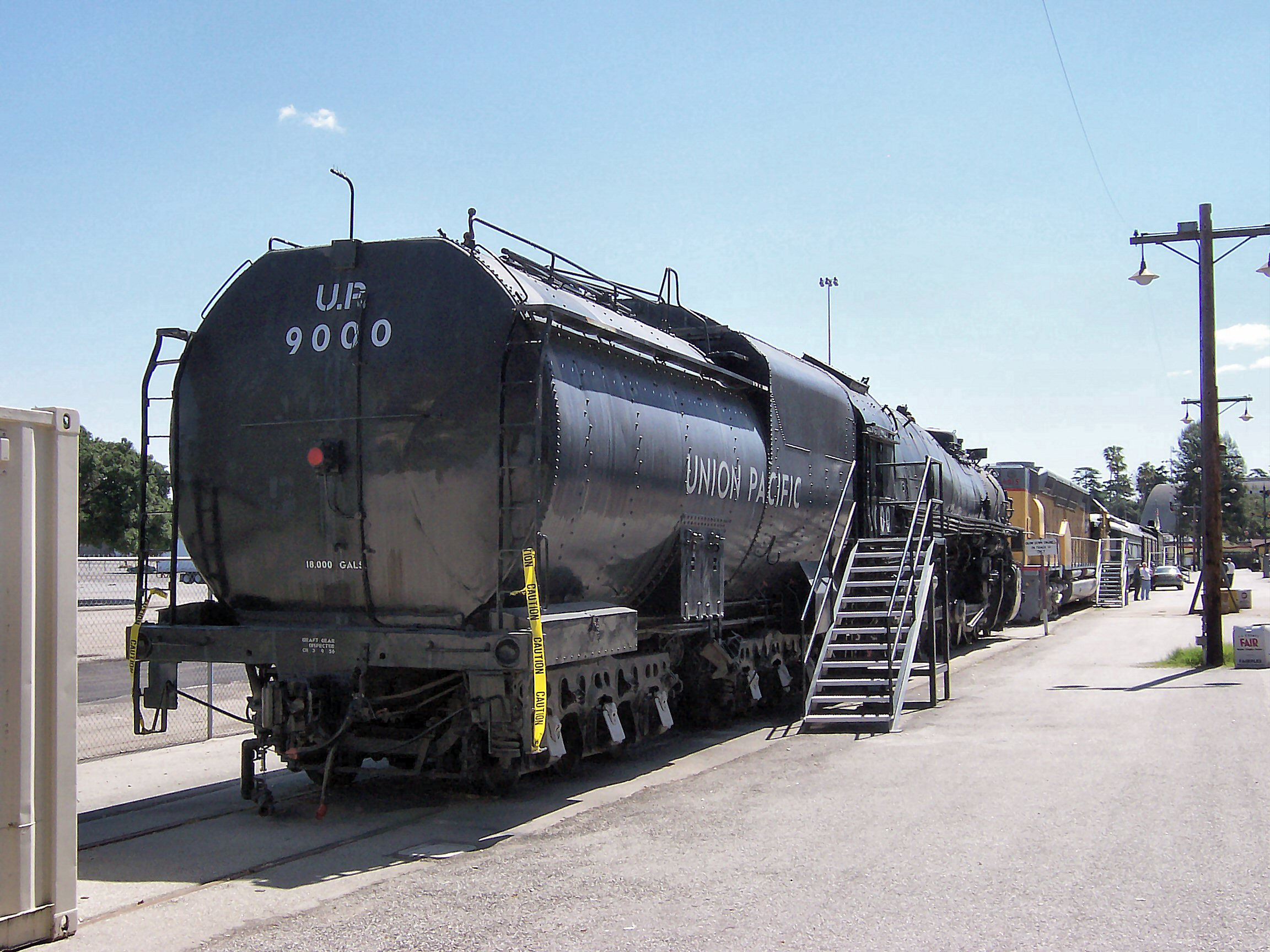
Tendr lokomotivy Union Pacific

Spojení lokomotivy s tendrem obvykle tvořila spojovací tyč s oky na koncích. Teprve později se začalo používat spojení s předpětím – po stranách spojovací tyče přibyly na tendru dva nárazníčky, které se opíraly o desku na zadní části rámu lokomotivy. Toto spojení zvýšilo stabilitu chodu, takže bylo možné provozovat lokomotivu shodnou nebo téměř shodnou maximální rychlostí v obou směrech. K zajištění bezpečnosti posádky pro případ lomu spojovací tyče sloužily ještě nouzové spojovací tyče s oválnými oky.
Vzhledem k uvedeným omezením rychlosti a také s ohledem na výhled obsluhy při jízdě tendrem vpřed byly lokomotivy v koncových stanicích obvykle otáčeny na točnách nebo kolejových trianglech.

## Zvláštní konstrukce tendrů

### Vanový tendr
Konstrukce tohoto tendru vychází z konstrukce kotlového vozu. Kotel je v horní části seříznutý. Výhodou tohoto tendru je obvykle lehčí konstrukce, shodné díly s vozy, nevýhodou je větší délka ve srovnání se stejně objemným tendrem klasické stavby.

### Tendr Vanderbiltův
Je podobné konstrukce jako tendr vanový, vodojem má kruhový průřez (není seříznutý).

### Kabinový tendr
Úsporná opatření na německých, rakouských, ale i amerických drahách vedla k nahrazení služebního vozu malou kabinkou pro vlakvedoucího v tendru.

### Tendr s uličkou

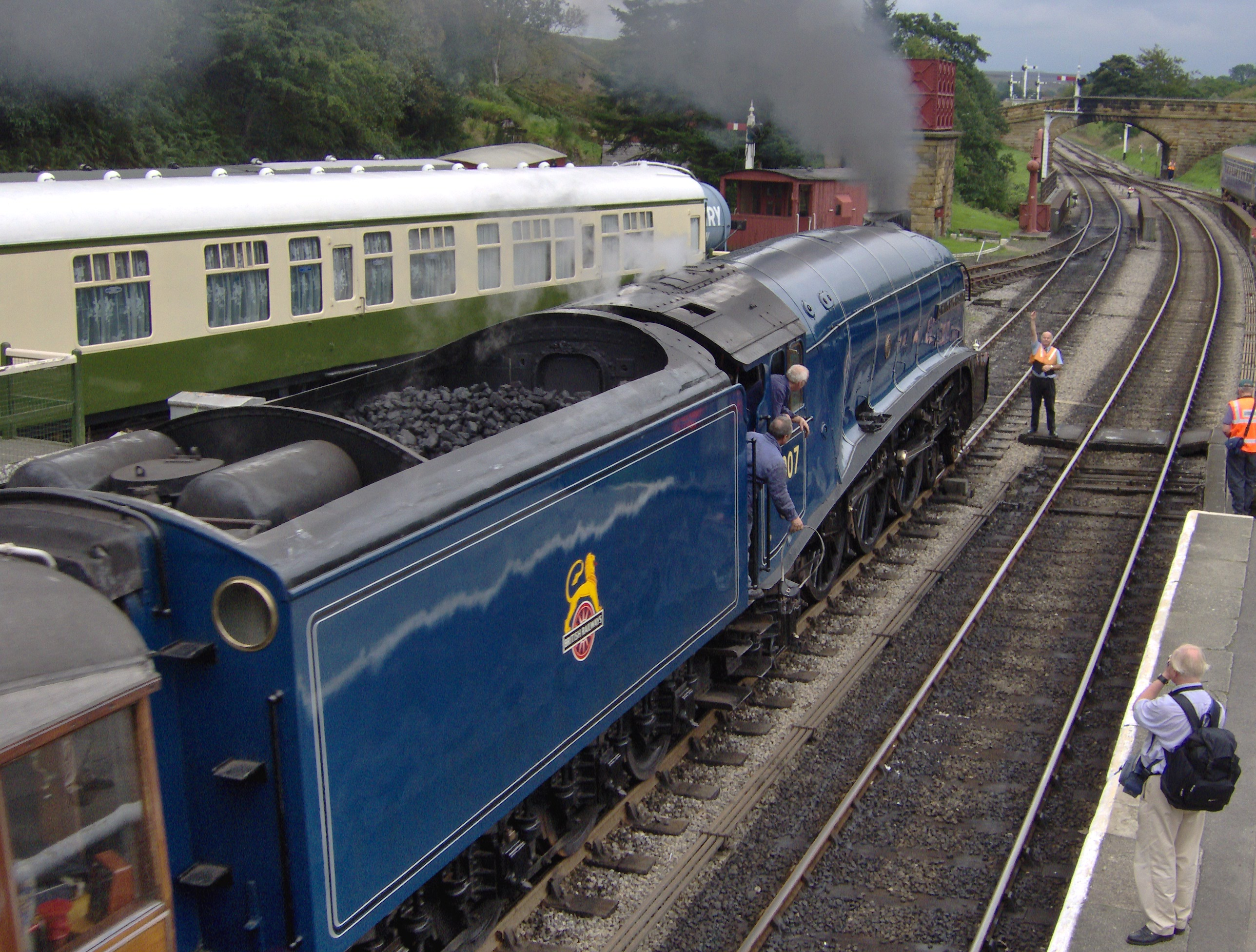
Lokomotiva ř. A4 LNER – dobře patrná střecha uličky, okénko a přechod do vozů

Některé společnosti provozující vlaky jedoucí bez zastávek na delší vzdálenosti používaly tendry s postranní uličkou, které umožňovaly vystřídání posádky za jízdy.

### Kondenzační tendr
V krajích, kde byl nedostatek vody, býval u lokomotiv použit tendr, který obsahoval zařízení, ve kterém použitá pára kondenzovala.

### Dobírání vody za jízdy
Železniční správy ve Francii a Velké Británii a některé americké železnice ve snaze o maximální zkrácení jízdních dob používaly systém dobírání vody za jízdy. V kolejích byl žlab naplněný vodou. Z lokomotivy se spustila roura, která se ponořila pod vodní hladinu a nabírala vodu do tendru. Toto zařízení v činnosti je možné spatřit na začátku filmu Člověk bestie s Jeanem Gabinem.

### Tendry u jiných trakcí, pomocné tendry
V některých případech se používají tendry u dieselových nebo turbínových lokomotiv pro zvětšení akčního rádia. Československá turbínová lokomotiva TL 659.0 používala klasický dvounápravový kotlový vůz. Parní lokomotivy někdy používají další tendr na vodu.

## Značení tendrů v Československu
Podobně jako u značení lokomotiv byl i u tendrů používaných v Československu používán systém inženýra Kryšpína. Číslo tendrové řady se skládalo ze tří velkých číslic, z nichž první udávala přibližný objem uhláku v metrech krychlových zmenšený o 3 a další dvě objem vodojemu. Čtvrtá číslice udávala případné rozlišení tendrové řady a další číslice pořadové číslo v řadě. Při objemu uhláku nad 12 m³ byla první číslice 9.
Příklad:
- tendr řady 815.0 má objem uhláku 11 m³ a objem vodojemu 15 m³